# Ruben Impens
Ruben Impens is een Belgisch director of photography. Hij werkt in Vlaanderen en is vooral bekend van zijn werk voor Felix Van Groeningen. Hij werkt aan speelfilms, korte films, documentaires en televisieseries.

## Erkenning
Voor De helaasheid der dingen kreeg Ruben Impens in 2009 de Kodak award for best cinematography op het 17de Hamptons International Filmfestival.
In 2013 werd zijn werk aan de dramafilm The Broken Circle Breakdown bekroond met de Ensor voor beste cinematografie.
In 2021 ontving hij de Jo Röpcke-award.

## Filmografie en televisiewerk
- 2004: Steve + Sky
- 2005: Halleluja! (televisieserie)
- 2007: Dagen zonder lief
- 2008: Aanrijding in Moscou
- 2009: De helaasheid der dingen
- 2010: Adem
- 2010: Turquaze
- 2011: Code 37: De Nachtwacht
- 2012: The Broken Circle Breakdown
- 2012: Offline
- 2012: Brasserie Romantiek
- 2013: Zuidflank (televisieserie)
- 2014: Trouw met mij!
- 2016: Belgica
- 2018: Beautiful Boy
- 2019: The Mustang
- 2022: Le otto montagne
- 2024: Animale
- 2024: Fiore mio
- 2025: Alpha

## Privé
Impens heeft een relatie met Anke Blondé waarmee hij twee kinderen heeft.
- Gemeinsame Normdatei: 138153493
- International Standard Name Identifier: 0000 0004 4071 637X
- Système universitaire de documentation: 143507346
- Virtual International Authority File: 191946340